# Se dimman hvälfver
Se dimman hvälfver är en studentsång för manskör.
Johan Erik Nordblom, som var student till Johann Christian Friedrich Haeffner, komponerade På Oscars-dagen år 1818 till 100-årsminnet av Karl XII:s död. Texten skrevs av Carl von Zeipel.